# Polymer80
Polymer80（簡稱P80）是一家位於美國內華達州代頓的武器生產商，主要生產聚合物成份達80%或以上的槍械部件。

## 歷史
Polymer80成立於2013年5月，起初生產80% AR-15聚合物下機匣，後來擴展至.308下機匣及格洛克底把。P80的銷售額在2017年上升了60%，而收益亦在2018年上升了一倍。2019年Triggrcon，P80發佈了其完整PF手槍套件，供用家自行組裝使用。

## 產品合法性
80%槍械一直處於法律灰色地帶，加州參議院議員凱文·德·利昂稱其為「幽靈槍械」，美國菸酒槍炮及爆裂物管理局亦定義了此類產品的合法性，主要為必須未經加工才為合法「非槍械商品」，但只要進行如鑽孔等加工便會成為「槍械」。
P80於2015年獲得美國菸酒槍炮及爆裂物管理局（ATF）回覆，指由於P80形容其80% AR-15聚合物下機匣的生產過程是「單次注模成形（英語：cast using "a single shot of molten material."）」，因此其產品不屬於槍械機匣，亦不是槍械，其餘產品亦獲得ATF確認為非槍械。因此P80的80%產品可不經聯邦槍械許可證（FFL）持有人（如註冊槍械銷售店）而直接送到買家手中。但由於聯邦法例不允許留有案底人士持有或加工槍械，因此P80仍不可售予有案底人士。

## 產品

### AR-15
- RL556
- G150

### .308
- 308

### 手槍

#### PF系列80%底把
- PF940：對應第三代格洛克17、22、24、31、34、35
- PF940C：對應第三代格洛克19、23
- PF940SC：對應第三代格洛克26、27
- PF940CL
- PF9SS：對應第四代格洛克43
- PF45：於2019年SHOT Show發佈，對應第三代格洛克20SF、21SF
- PF320PTEX：2020年2月開放預購的P320握把

#### 附生產序號底把
- PFC9：已完成加工的底把，對應第三代格洛克19、23
- PFS9：已完成加工的底把，對應第三代格洛克17、22

#### 購買、組裝、射擊套組（Buy, Build, Shoot Kit）
包含底把、滑套、槍管、扳機等零件，並有加工所需的鑽頭及夾具
- PF940
- PF940C

## 授權生產
P80目前授權了Janus Division Group生產用於軟氣槍的PF系列配件。

## 相關新聞

### 香港反修例示威槍械案
2019年12月8日，香港警察有組織罪案及三合會調查科於天后檢獲一支PF940C手槍、5個彈匣及105發子彈，並拘捕了8男3女。各人被控無牌藏槍等罪名。20日，香港警察有組織罪案及三合會調查科於大埔開槍案中檢獲一支外觀與8日檢獲的PF940C完全相同的手槍，同時檢獲一把AR-15步槍、數個PMAG 30、1個PMAG D60及255發子彈。警察認為兩案撿獲的槍支會在翌日的遊行中用於傷害警員及製造混亂。由於8日警方僅公佈檢獲槍械為格洛克手槍，因此有人認為警方插贓嫁禍；21日公佈時則稱檢獲的手槍為P80，亦有人誤認為警方以格洛克17的奧地利軍用編號P80以掩飾其插贓嫁禍之舉，警方亦澄清兩案皆非插贓嫁禍。
2020年1月7-10日，有組織罪案及三合會調查科在土瓜灣一家速遞公司截獲10件由美國寄往香港的包裹，內含362發步槍彈、150發9公釐子彈、99條引爆線及大量MAGPUL槍械零件，並在17日上午8時於沙田廣源邨拘捕一名男子，並搜出一把泥色PF940、7個彈匣及92發子彈。

## 資料來源
1. ↑  Bond, Noah. . www.kolotv.com.   [2019-12-21]. （原始内容存档于2019-12-21） （美国英语）.
2. ↑  . Guns.com. 2014-11-11  [2019-12-21]. （原始内容存档于2019-12-21） （美国英语）.
3. ↑   (PDF). Polymer80.   [2019-12-22]. （原始内容存档 (PDF)于2018-01-06） （美国英语）.
4. ↑  . www.polymer80.com.   [2019-12-21]. （原始内容存档于2019-12-21）.
5. ↑  .   [2020-03-09]. （原始内容存档于2021-04-11） （美国英语）.
6. 1 2  凌逸德. . 香港01. 2019-12-08  [2019-12-21]. （原始内容存档于2019-12-21） （中文（香港））.
7. ↑  凌逸德. . 香港01. 2019-12-09  [2019-12-21]. （原始内容存档于2019-12-21） （中文（香港））.
8. 1 2  凌逸德. . 香港01. 2019-12-21  [2019-12-21]. （原始内容存档于2019-12-21） （中文（香港））.
9. 1 2  凌逸德. . 香港01. 2019-12-21  [2019-12-21]. （原始内容存档于2019-12-21） （中文（香港））.
10. ↑  . 法國國際廣播電台. 2019-12-20  [2019-12-21]. （原始内容存档于2019-12-21） （中文（繁體））.
11. ↑  . 東方日報. 2020-01-17  [2020-01-17] （中文（香港））.
12. ↑  . 香港電台. 2020-01-17  [2020-01-17]. （原始内容存档于2020-01-18） （中文（香港））.